# ديسقوريا هاملتونية
ديسقوريا هاملتونية (الاسم العلمي:Dioscorea hamiltonii) هي نوع من النباتات تتبع جنس الديسقوريا من الفصيلة الديسقورية.